# Metal Black
Albums de Venom
MMV
(2005) Hell
(2008)
Metal Black est le onzième album studio du groupe de heavy metal britannique Venom. L'album est sorti en 2006 sur le label Sanctuary Records.
Cet album devait originellement s'appeler Maleficarvm, titre qui fut modifié pour Metal Black" lorsque le groupe se rendit compte que de nombreux fans le trouvaient « imprononçable ».
Cet album marqua le grand retour de Venom sur le devant de la scène metal après quatre années d'absence dues à la rééducation de Cronos. La tournée qui s'ensuivit confirma la grande popularité dont jouit toujours le groupe auprès de la communauté Heavy Metal en ce début de XXIe siècle.
Il s'agit du second album réalisé sans Mantas, guitariste historique du groupe, et également du second album réalisé avec Mike Hickey, déjà présent durant l'enregistrement de Calm Before The Storm.
Le titre et la sous-production volontaire de l'album marquent la volonté de Venom de revenir aux sonorités sales des années 1980 et de rendre hommage à son passé.

## Liste des morceaux
1. Antechrist
2. Burn In Hell
3. House Of Pain
4. Death And Dying
5. Regé Satanas
6. Darkest Realm
7. A Good Day To Die
8. Assassin
9. Lucifer Rising
10. Blessed Dead
11. Hours Of Darkness
12. Sleep When I'm Dead
13. Maleficarvm
14. Metal Black

## Musiciens
- Cronos (Conrad Lant) : chant, basse
- Mykvs (Mike Hickey) : guitare
- Antton (Anthony Lant) : batterie